# Ramal F10 del Ferrocarril Belgrano
El Ramal F10 pertenecía al Ferrocarril General Belgrano, Argentina.

## Ubicación
Se hallaba en la provincia de Santa Fe dentro de los departamentos Las Colonias y San Cristóbal.

## Características
Era un ramal secundario de la red de trocha angosta del Ferrocarril General Belgrano, cuya extensión era de 93 km entre Humboldt y Soledad. Sus vías y durmientes se encuentran abandonadas y en ruinas.
Su clausura se produjo en 1961 durante el Plan Larkin.